# Elecciones presidenciales de Colombia de 1918
En 1918 se realizaron las elecciones para elegir al presidente de la República de Colombia, en las que resultó ganador  Marco Fidel Suárez, quien gobernó el país para el periodo 1918-1922, renunciando un año antes de culminar su mandato.

## Partidos en contienda
En esta elección, los parlamentarios del gobernante Partido Conservador se dividieron en torno a dos candidatos: 
- El ministro Marco Fidel Suárez, quien contó con el apoyo del clero en cabeza del arzobispo de Bogotá Bernardo Herrera Restrepo.[1]
- El escritor Guillermo Valencia, quien recibió el apoyo de la Unión Republicana y de destacados dirigentes liberales como Benjamín Herrera, Eduardo Santos y Fidel Cano.[2]

Por su parte, los liberales dividieron su apoyo entre Suárez y Valencia, al tiempo que un sector minoritario del liberalismo presentó la candidatura de José María Lombana Barreneche.

## Resultados
| Candidato a presidente | Partido o movimiento | Votos   |
| ---------------------- | -------------------- | ------- |
| Marco Fidel Suárez     | Conservador          | 216.595 |
| Guillermo Valencia     | Unión Republicana    | 166.498 |
| José María Lombana     | Liberal              | 24.041  |
| Otros votos            | Otros votos          | 42      |
| Total                  | Total                | 401.175 |